# دهه ۱۹۰۰ (میلادی)

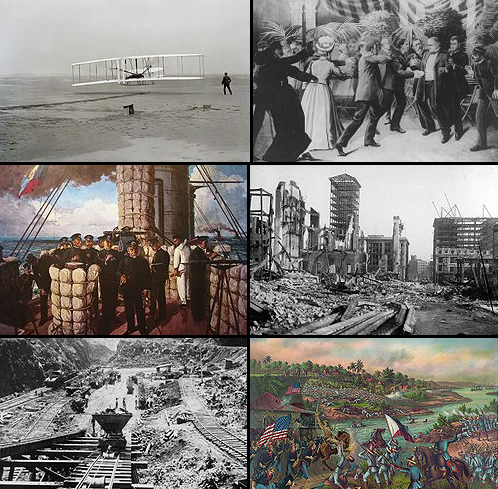
از چپ، در جهت عقربه‌های ساعت: در سال ۱۹۰۳ برادران رایت برای اولین پرواز موفق خود را با هواپیمای سرنشین دار در کیتیهک، کارولینای شمالی انجام دادند، رئیس‌جمهور آمریکا ویلیام مک‌کینلی در نمایشگاه پان‌امریکن توسط لئون چولگوش ترور شد، در سال ۱۹۰۶ زلزله‌ای در گسل سان آندریاس بیشتر سان فرانسیسکو را ویران کرده و حداقل ۳۰۰۰ نفر را کشت، در سال ۱۹۰۲ آمریکا بعد از جنگ فیلیپین-آمریکا فیلیپین را تحت کنترل خود درآورد. راک عازم ساخت کانال پاناما شد و دریادار توگو هیچیرو قبل از نبرد تسوشیما در سال ۱۹۰۵ قسمتی از جنگ روسیه و ژاپن، ژاپن را به سمت پیروزی هدایت کرده و موجب تثبیت ژاپن به عنوان یکی از قدرتهای بزرگ شد.

دهه ۱۹۰۰ (میلادی) صد و نودمین دهه تقویم میلادی است که در اول ژانویه ۱۹۰۰ شروع شد و در ۳۱ دسامبر ۱۹۰۹ به پایان رسید.

## جنگ، صلح، سیاست

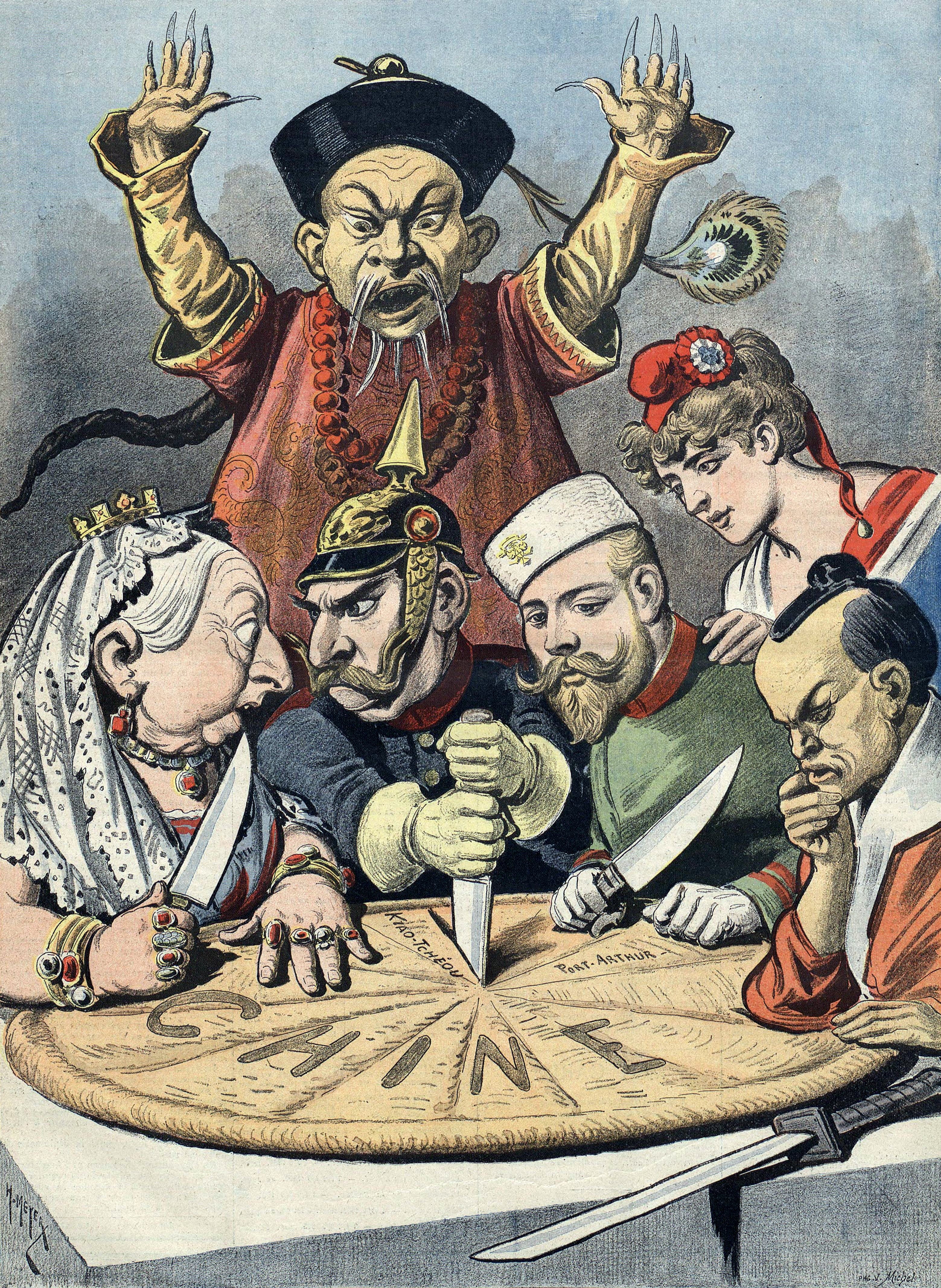
یک ماندرین شوکه شده در لباس منچودر پشت، با ملکه ویکتوریا (امپراتوری بریتانیا)، ویلهلم دوم(امپراتوری آلمان)، نیکلای دوم(امپراتوری روسیه)، ماریان(جمهوری سوم فرانسه)و یک سامورایی(امپراتور ژاپن) کیک پادشاه را که روی آن کلمهٔ Chine (چین به زبان فرانسوی) نوشته شده است با چاقو می‌برند. تصویری از امپریالیسم جدید و تأثیرات آن بر چین.

### جنگ
- پایان جنگ بوئر دوم
- جنگ آمریکا-فیلیپین (۱۹۰۲–۱۸۹۹)
- جنگ روسیه و ژاپن که موجب تأسیس امپراتوری ژاپن به عنوان یک قدرت جهانی شد.

### درگیری‌های داخلی
- انقلاب روسیه (۱۹۰۵)
- جنبش قانون اصلی ایرلندی
- نسل‌کشی قبیله‌های هررو و ناماکا در آفریقای-جنوب‌غربی(نامیبیای کنونی) بین سالهای ۱۹۰۴ تا ۱۹۰۸ توسط نیروهای آلمانی

### استعمار
در ۱ ژانویه سال ۱۹۰۱ مستعمرات بریتانیا در قارهٔ استرالیا متحد شده و کشور مشترک‌المنافع استرالیا را تشکیل دادند.

### مبارزه با استعمار
- در ۲۰ ماه مه ۱۹۰۲ کوبا استقلال خود را از ایالات متحده بدست آورد.
- در ۷ ژوئن ۱۹۰۵ پارلمان نروژ اعلام می‌کند که مسئلهٔ اتحاد با سوئد حل نشد و نروژ استقلال کامل را کسب می‌کند.
- ۵ اکتبر ۱۹۰۸ بلغارستان استقلال کامل خود را از امپراتوری عثمانی اعلام می‌کند.

### تغییرات عمده سیاسی
- امپریالیسم نو
- پادشاهی متحد بریتانیای کبیر و ایرلند با جمهوری سوم فرانسه، توافق متفقین صمیمی را امضا کردند.

## بلایا

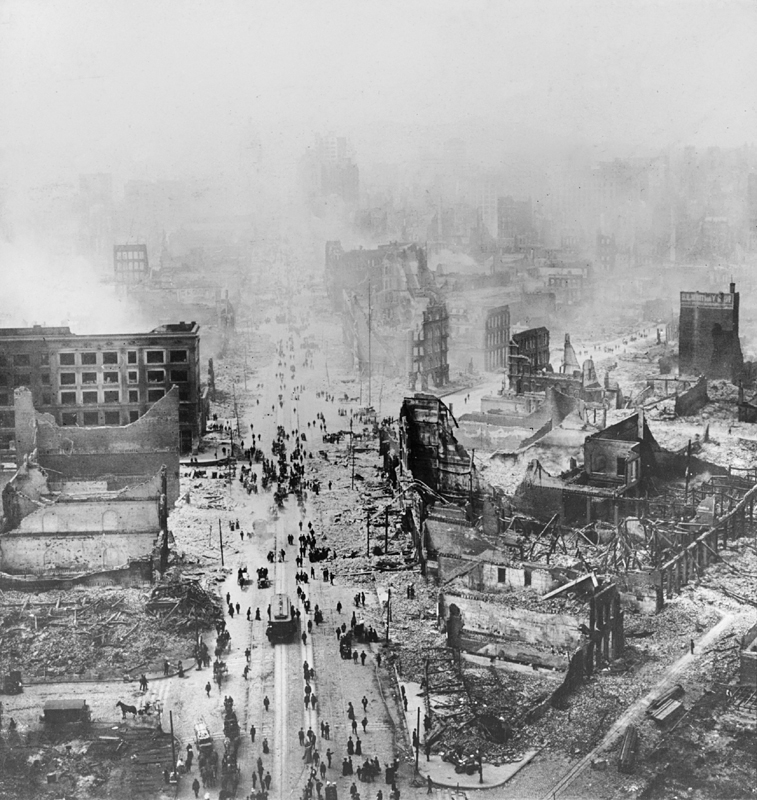
خرابی‌های ناشی از زمین‌لرزه ۱۹۰۶ سانفرانسیسکو که یکی از بدترین بلایای طبیعی در تاریخ آمریکا محسوب می‌شود.

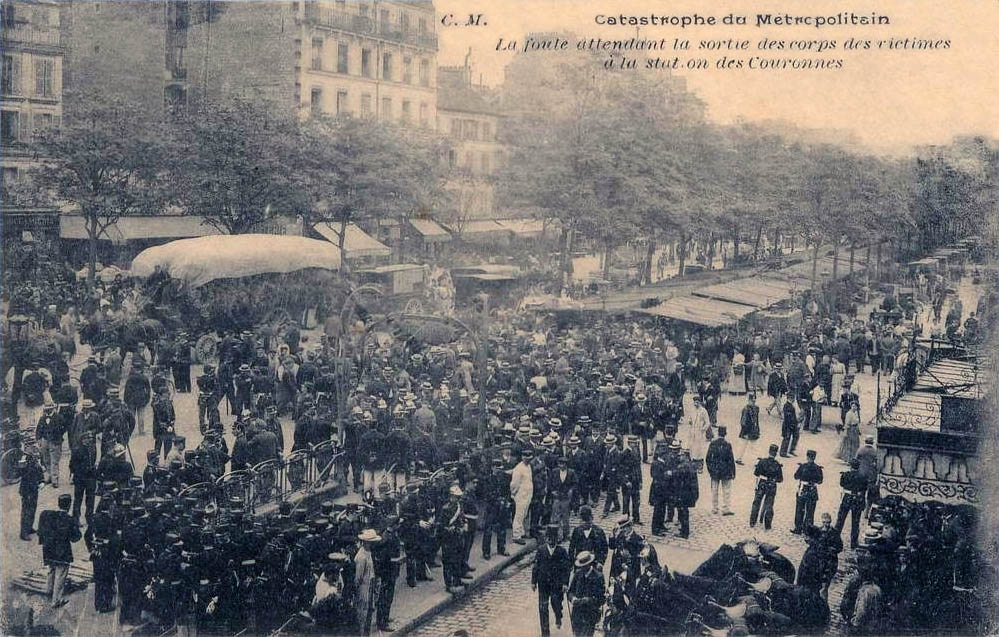
درآوردن اجساد قربانیان حادثه آتش‌سوزی در مترو پاریس

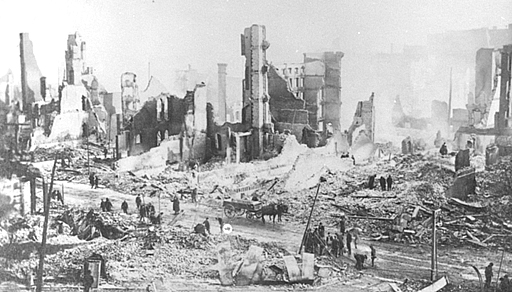
شهر بالتیمور پس از آتش‌سوزی

### بلایای طبیعی
- ۸ سپتامبر ۱۹۰۰، توفند(تندباد دریایی) سهمگینی در گالوستون، تگزاس ایالات متحده ۸۰۰۰ نفر را کشت.
- ۱۹ آوریل ۱۹۰۲، در اثر زمین‌لرزه گواتمالا که بزرگی آن ۷٫۵ ریشتر بود ۲۰۰۰ نفر جان خود را از دست دادند.
- در اثر فوران کوه آتشفشان پله در مارتینیک، شهر سنت‌پیر ویران شده و بیش از ۳۰,۰۰۰ نفر کشته شدند.
- ۷ آوریل ۱۹۰۶، کوه وزوو فوران کرد و شهر ناپل را ویران کرد.
- ۱۸ آوریل ۱۹۰۶، زمین‌لرزه‌ای در سانفرانسیسکو (با قدرت تخمینی ۷٫۸ ریشتر) که در روی گسل سان آندریاس روی داد، بیشتر شهر سان فرانسیسکو را ویران کرد، حداقل ۳۰۰۰ نفر کشته شدند، ۲۲۵,۰۰۰ الی ۳۰۰,۰۰۰ نفر بی‌خانمان شده و ۳۵۰ میلیون دلار خسارت وارد کرد.
- ۱۸ سپتامبر ۱۹۰۶، تایفون و سونامی تقریباً ۲۰۰۰ نفر را در هنگ کنگ کشت.
- ۱۴ ژانویه ۱۹۰۷، در زمین‌لرزه گینگ‌استون بیش از ۱۰۰۰ نفر کشته شدند.
- ۲۸ دسامبر ۱۹۰۸ ،زلزله و سونامی شهرهای مسینا، سیسیل و کالابریا در ایتالیا را ویران کرد و بیش از ۱۵۰,۰۰۰ نفر جان خود را از دست دادند.

### بلایای غیرطبیعی
- ۲۶ آوریل ۱۹۰۰، آتش‌سوزی در اُتاوا-هال(Ottawa hull) کانادا جان ۷ نفر را گرفته و ۱۵,۰۰۰ را بی‌خانمان کرد.
- ۳۰ ژوئن ۱۹۰۰، آتش‌سوزی در بارانداز هابوکن، نیوجرسی:کشتی‌های زاله، ماین، بخمن و کزار ویلیام دِ گوسه (امپراتور ویلیام بزرگ) که همگی متعلق به خطوط کشتی‌رانی شرکت آلمانی نورته چایلوید بودند، در بارانداز شهر هابوکن، نیوجرسی آمریکا آتش گرفتند. آتش‌سوزی در اسکله آغاز شد و به اسکله‌های مجاور، انبارها و قایق‌های کوچک گسترش یافته و ۳۲۶ نفر را کشت.
- ۳ مه ۱۹۰۱،آتش‌سوزی بزرگ‌ سال ۱۹۰۱ در جکسون‌ویل ایالات متحده شروع شد.
- ۱۰ ژوئیه ۱۹۰۲، در حادثهٔ انفجار در معدن جانزتاون، پنسیلوانیا ایالات متحده ۱۱۲ معدنچی جان خود را از دست دادند.
- ۱۰ اوت ۱۹۰۳، در آتش‌سوزی در مترو پاریس ۸۴ نفر جان باختند.
- ۳۰ دسامبر ۱۹۰۳، در تئاتر ایرکوای در شیکاگو آمریکا حداقل ۶۰۲ نفر جان باختند.
- ۷ فوریه ۱۹۰۴، در آتش‌سوزی بزرگ بالتیمور در شهر بالتیمور ایالات متحده بیش از ۱۵۰۰ ساختمان در ۳۰ ساعت ویران شدند.
- ۱۵ ژوئن ۱۹۰۴، در آتش‌سوزی عرشهٔ کشتی بخار جنرال اسلوکام در بخش شرقی رودخانه نیویورک، ۱۰۲۱ نفر جان باختند.
- ۲۸ ژوئن ۱۹۰۴، اقیانوس‌پیمای دانمارکی به گل نشست و نزدیک راک‌مال غرق شد و در این حادثه ۶۳۵ نفر، از جمله ۲۲۵ مهاجر نروژی کشته شدند.
- ۲۲ ژانویه ۱۹۰۶، کشتی اس‌اس والنسیا دور از جزیره ونکوور کانادا به صخره‌ای اصابت کرده و ۱۰۰ نفر (براساس اعلام منابع رسمی ۱۳۶ نفر) در اثر آن کشته شدند.

## ترورها
در دهه ۱۹۰۰ چندین ترور و اقدام به ترور مهم روی داد:
- ۲۹ ژوئیه ۱۹۰۰، یک آنارشیست زادهٔ ایتالیا اومبرتوی یکم پادشاه ایتالیا را ترور کرد.
- ۶ مارس ۱۹۰۱، در برمن یک قاتل تلاش کرد ویلهلم دوم امپراتور آلمان را ترور کند.
- ۶ سپتامبر ۱۹۰۱،لئون چولگوش آنارشیست آمریکایی در شهر بوفالو، نیویورک در نمایشگاه پان‌امریکن به ویلیام مک‌کینلی رئیس‌جمهور آمریکا شلیک کرد. ویلیام مک‌کینلی هشت روز بعد درگذشت.
- ۱۶ ژوئن ۱۹۰۴،نیکولای بابریکوف، فرماندهٔ نظامی و حاکم فنلاند توسط اوگن شااومان ترور شد.
- ۱ فوریه ۱۹۰۸، پادشاه پرتغال کارلوس اول در لیسبون ترور شد.
- ۲۶ اکتبر ۱۹۰۹، ایتو هیروبومی که هنگام تسلط ژاپن بر کره ۴ بار نخست‌وزیر ژاپن شده بود (اولین، پنجمین، هفتمین و دهمین)، توسط ان یونگ گونگ در ایستگاه قطار شهر هاربین منچوری ترور شد.

## اقتصاد
قیمت یک تمبر پستی آمریکایی یک سنت  و قیمت یک تمبر پستی سوئدی ۱۰۰SEK بود.

## علم
- قانون پلانک
- تئوری نسبیت خاص انیشتین
- انیشتین حرکت براونی و اثر فتوالکتریک را توضیح می‌دهد.
- در سال ۱۹۰۱ در دانشگاه کالیفرنیا، برکلی لرزه سنج ساخته شد.
- در سال ۱۹۰۲ دستگاه تهویه مطبوع هوا توسط ویلیس کریر طراحی شد.
- در سال ۱۹۰۸ دستگاهشمارش‌گر گایگر (که میزان رادیواکتیویته را اندازه‌گیری می‌کند) توسط هانس گایگر اختراع شد.
- رادیواکتیویته توسط ماری کوری کشف شد.
- کشف قانون سوم ترمودینامیک توسط والتر نرنست
- در سال ۱۹۰۰ تئوری کوانتوم توسط ماکس پلانک[۱][۲][۳][۴][۵] مطرح شد
- ایمن‌سازی(BCG) در برابر بیماری سل برای اولین بار توسعه یافت.

## تکنولوژی
کامپیوتر در سال ۱۹۰۰ میلادی اختراع شد

## فرهنگ عامه

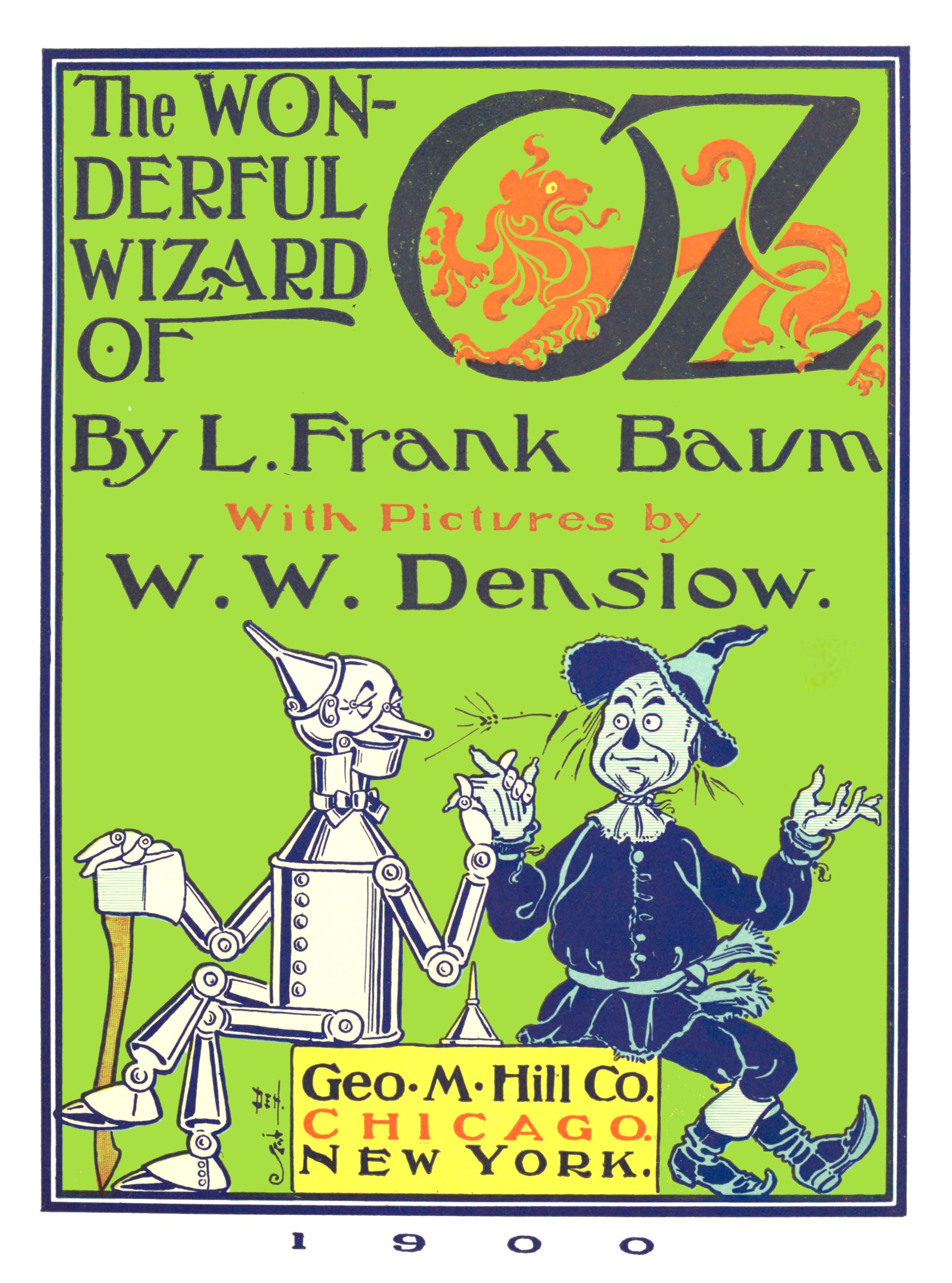
جلد اصلی کتابجادوگر شهر اُز،سال۱۹۰۰
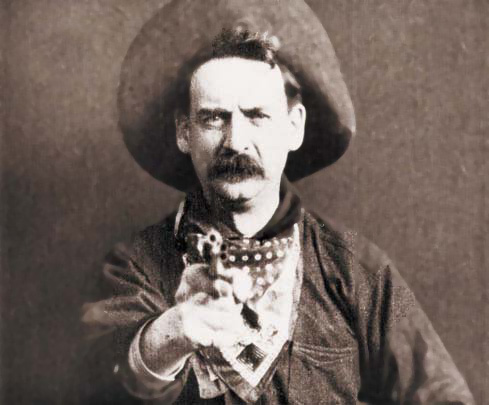
جاستوس دی.بارونس در فیلم سرقت بزرگ قطار(محصول سال۱۹۰۳) اثر ادوین اس پورتر

### ادبیات و هنر
- در سال ۱۹۰۰ ال. فرانک باوم کتاب جادوگر شهر اُز را منتشر کرد.
- در سال ۱۹۰۱ توماس مان بودنبروک‌ها را منتشر کرد.
- در سال ۱۹۰۲ تئودور هرتسل، بنیانگذار صهیونیسم سیاسی، کتاب «سرزمین جدید باستانی» را که آن ر طرح و دیدگاه کلی هرتسل برای یک دولت یهودی در سرزمین اسرائیل بود منتشر کرد.
- در سال ۱۹۰۲ جوزف کنراد رمان قلب تاریکی را بعد از انتشار سریالی در سال ۱۸۹۸ منتشر کرد.
- درسال۱۹۰۳ جک لندن کتاب آوای وحش را منتشر کرد.
- در سال ۱۹۰۶ آپتون سینکلر کتاب جنگل را منتشر کرد.
- در سال ۱۹۰۷ جوزف کنراد مأمور مخفی را منتشر کرد.
- در سال ۱۹۰۸ لوسی ماد مونتگومری کتاب آن در گرین گیبلز را منتشر کرد.
- نویسندگان زبان صربی از سبک ادبی بلگراد، شکل نوشتاری شتاکاویِن، استفاده کردند که بعدها پایه و اساس استاندارد زبان صربی شد.
- پابلو پیکاسو دوشیزگان آوینیون را کشید، که عده‌ای آن را تولد هنر مدرن به حساب می‌آورند.
- جریان هنری آرت نووُ در شروع قرن بیستم به اوج محبوبیت خود رسید. (۱۸۹۰–۱۹۰۵).
- جریان هنری کوبیسم بین سال‌های ۱۹۰۷ تا ۱۹۱۱ در فرانسه به اوج محبوبیت خود رسید.
- جریان هنری فاویسم بین سال‌های ۱۹۰۵ تا ۱۹۰۷ به اوج محبوبیت خود رسید.

### فیلم
- ۲ آوریل ۱۹۰۲، اولین سینما در لس‌آنجلس آمریکا باز شد.
- اولین موفقیت سینمای آمریکا، همچنین بزرگترین موفقیت در این زمینه، فیلم سرقت بزرگ قطار محصول سال ۱۹۰۳ به کارگردانی ادوین اس پورتر بود.
- در ۲۶ دسامبر ۱۹۰۶ اولین فیلم سینمایی جهان «داستان باند کلی» در ملبورن استرالیا پخش شد.

### گوناگون
لوئیس لاسن از رستوران لوئیس در شهر نیوهیون، کنتیکت اولین ساندویچ همبرگر مدرن را درست کرد.

## افراد

### رهبران دنیا
```
  
ببرک خان افغان
 رهبر پشتون های 
افغانستان
، و 
پاکستان
```

- ادموند بارتون نخست‌وزیر استرالیا
- آلفرد دیکین نخست‌وزیر استرالیا
- کریس واتسون نخست‌وزیر استرالیا
- جرج رید نخست‌وزیر استرالیا
- اندرو فیشرنخست‌وزیر استرالیا
- فرانتس یوزف یکم امپراتور امپراتوری اتریش-مجارستان
- ویلفرد لاوریر نخست‌وزیر کانادا
- امپراتور چین ۱۸۷۵–۱۹۰۸
- عباس حلمی پاشا خدیو مصر
- ویلهلم دوم امپراتور آلمان
- ویکتور امانوئل سوم پادشاه ایتالیا
- جرج کرزن نایب السلطنه و فرماندار کل هند
- پورفیریو دیاس رئیس‌جمهور مکزیک
- عبدالحمید دوم خلیفه و سلطان امپراتوری عثمانی
- محمد پنجم خلیفه و سلطان امپراتوری عثمانی
- مظفرالدین‌شاه قاجار پادشاه ایران
- محمدعلی‌شاه پادشاه ایران
- احمدشاه قاجار پادشاه ایران
- نیکلای دوم (روسیه) تزار روسیه
- آلفونسو سیزدهم پادشاه اسپانیا
- ملکه ویکتوریا ملکه پادشاهی متحده
- ادوارد هفتم (پادشاهی متحده) شاه پادشاهی متحده
- رابرت گاسکوین-سسیل نخست‌وزیر پادشاهی متحده
- آرتور بالفور نخست‌وزیر پادشاهی متحده
- هنری کمپل-بانرمن نخست‌وزیر پادشاهی متحده
- ویلیام مک‌کینلی رئیس‌جمهور ایالات متحده آمریکا، ۱۸۹۷–۱۹۰۱
- تئودور روزولت رئیس‌جمهور ایالات متحده آمریکا، ۱۹۰۱–۱۹۰۹
- ویلیام هووارد تفت رئیس‌جمهور ایالات متحده آمریکا، ۱۹۰۹–۱۹۱۳
- پاپ لئون سیزدهم
- پاپ پیوس دهم

### سیاست
- جان بارت مدیرکل سازمان کشورهای آمریکایی
- اگوست برنارت رئیس اتحادیه بین پارلمانی
- پیر دو کوبرتن رئیس کمیته بین‌المللی المپیک
- امیل فری مدیرعامل اتحادیه بین‌المللی مخابرات
- هنری مورل مدیر عامل سازمان جهانی مالکیت معنوی
- گوستاو موینر رئیس کمیته بین‌المللی صلیب سرخ
- اُژن رافی مدیر عامل اتحادیه جهانی پست

### هنرمندان مدرن

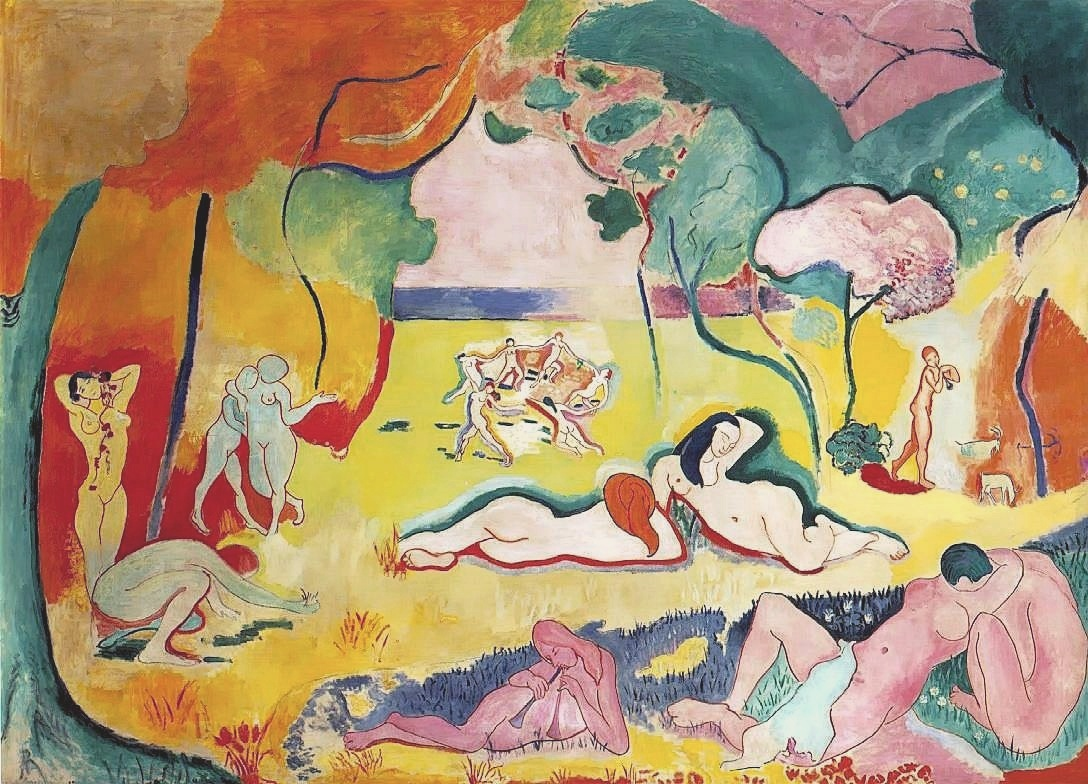
آنری ماتیس، لذت زندگی (۱۹۰۵-۶), موسسه بارنس، فیلادلفیا.یک نقاشی که فاویسم نامگذاری شد برای ماتیس بدنامی و تمسخر عمومی را به همراه آورد.

- اومبرتو بوچونی
- پیر بونار
- ژرژ براک
- پل سزان
- مارک شاگال
- ادگار دگا
- آندره دورن
- پل گوگن
- خوان گری
- واسیلی کاندینسکی
- گوستاو کلیمت
- فرنان لژه
- کازیمیر مالویچ
- آنری ماتیس
- آمادئو مودیلیانی
- کلود مونه
- پابلو پیکاسو
- پیر آگوست رنوآر
- آگوست رودن
- آنری روسو
- اگون شیله
- جینو سورینی
- پل سینیاک
- آنری دو تولوز-لوترک
- گوستاو کایبوت
- ادوارد مانه
- کامیل پیسارو
- ژرژ سورا
- آلفرد سیسلی

## قابل توجه
- ۱۹۰۰ درگذشت فردریک ادوین چرچ
- ۱۹۰۱ درگذشت آنری دو تولوز-لوترک
- ۱۹۰۲ درگذشت آلبرت بیرشتات، جیمز تیسو
- ۱۹۰۳ درگذشت پل گوگن، کامیل پیسارو، جیمز مک‌نیل ویسلر، هانس گوده
- ۱۹۰۴ درگذشت پل سزان

### دیگر افراد قابل توجه
- یوجین دالبرت
- راسکو آربوکل
- لویی آرمسترانگ
- ادوارد الگار
- بلا بارتوک
- ایروینگ برلین
- فروچیو بوزونی
- یوجین دالبرت
- فردریک دلیوس
- گوستاو شرپانتیه
- زیگموند فروید
- انریکو کاروسو
- الکساندر گلازونف
- جروم کرن

## ورزش
تور دو فرانس برای اولین بار در سال ۱۹۰۳ شروع شد.

## چهره‌های ورزشی

### بیسبال
- روب وادل
- تای کوب

### کریکت
- سی. ب. فرای
- تیپ فستر